# Construct (motor de jogo)
Construct é um editor de jogos 2D baseado em HTML5, desenvolvido pela Scirra Ltda. É destinado para não-programadores quanto para programadores experientes, permitindo a criação rápida de jogos, por meio do estilo Drag-and-Drop usando um editor visual e um sistema de lógica baseada em comportamento.

## Características
Ele também usa o Python como linguagem de script para complementar os jogos e sua interface é bem simples e é um programa bem leve.

## Histórico de versões

### Construct Classic
Desenvolvido originalmente por um grupo de estudantes, o Construct Classic é o predecessor DirectX livre e de código aberto do Construct 2, lançado em 27 de outubro de 2007. A versão mais recente é a r2, lançada em 5 de fevereiro de 2012.

### Construct 2
Em 20 de abril de 2013, o Construct Classic foi deixado de lado para permitir ao time de desenvolvimento focar melhor no Construct 2. O Construct 2 inclui um framework de JavaScript para programadores, para ser usado junto ao editor drag-and-drop.

### Steam
Em 18 de outubro de 2012, o Construct 2 foi submetido ao Steam Greenlight. O Construct 2 estava no primeiro lote de títulos de software a ter sinal verde em 30 de novembro de 2012. Em 26 de janeiro de 2013, o Construct 2 foi o segundo título de software "Sinal verde" a ser lançado no Steam.

### Construct 3
Em 27 de janeiro de 2015, o Construct 3 foi anunciado em uma entrada no blog oficial da Scirra. Os novos recursos incluem suporte a Mac, Linux ou qualquer plataforma com acesso a internet com navegador, suporte multilingue, exportação para mobile embutido e extensibilidade do editor a terceiros.

## Interface
A interface do construct é bem intuitiva e fácil de aprender, com um sistema Drag-and-Drop, aba de camadas,e codificação baseada em folhas de eventos.
O Construct 2 possui 3 versões:

### Versão gratuita
É uma versão que você pode baixar sem custos para que você possa aprender, conhecer e criar seus jogos na Construct.
Esta versão possui algumas limitações como:
● A impossibilidade de que você venda seu jogo;
● Recursos limitados de usos de camadas, eventos (limitado a 100) e efeitos especiais;
● Bloqueio de exportação do seu jogo para rodar em multiplataformas como Android, iOS, Windows Phone, PC ou Wii U.
Na versão gratuita é permitido apenas exportar para HTML 5, possibilitando que seu jogo seja executado nos navegadores como Chrome, Firefox, Internet Explorer, entre outros.
Sendo assim, com seu jogo exportado para HTML 5 e rodando em navegadores, você pode publicá-lo no Facebook desde que ele esteja hospedado em um domínio https e que você possua uma conta de desenvolvedor no Facebook. Mas isso será assunto para um próximo artigo. Na versão gratuita do Construct é também possível exportar o jogo e publicá-lo na própria loja da Scirra para outros usuários jogarem. 

### Versão Personal e Business (pagas)
Estas são as versões pagas da Construct. Ambas possuem os mesmos recursos, mas o que difere estas duas versões é o uso comercial.
Você pode utilizar a versão Personal até obter uma receita máxima de US$ 5000,00 (cinco mil dólares). Este é um valor total, não é mensal nem anual. Uma vez atingido esse limite você teria que migrar para versão Business para continuar a gerar receita com seus jogos.

## Requerimentos
- Windows XP/2000/Vista/7
- Uma placa de vídeo compatível com DirectX 9
- Para melhores resultados é recomendado uma placa de vídeo com suporte à Pixel Shader.

## Código Aberto
Apesar de ser um programa em código aberto, o programa não pode ser portado para outros sistemas operacionais, como Linux, Mac OS X ou qualquer outro porque ele usa DirectX 9. Ashley, desenvolvedor do programa, até comentou no fórum da Scirra, que eles pretendiam fazer um Construct que usasse OpenGL para rodar em outros sistemas, porém o projeto morreu com a chegada do Construct 2.